# Canale Malamocco-Marghera
Il canale Malamocco-Marghera è un canale artificiale che collega il Mar Adriatico (presso la bocca del porto di Malamocco) al porto commerciale di Marghera, attraversando la laguna di Venezia, conosciuto anche come canale dei petroli, poiché venne realizzato per consentire alle navi petroliere di raggiungere direttamente le raffinerie del petrolchimico di Marghera, ovvero senza intersecare le rotte delle navi turistiche che transitano per il centro storico di Venezia e il bacino di San Marco.

## Storia

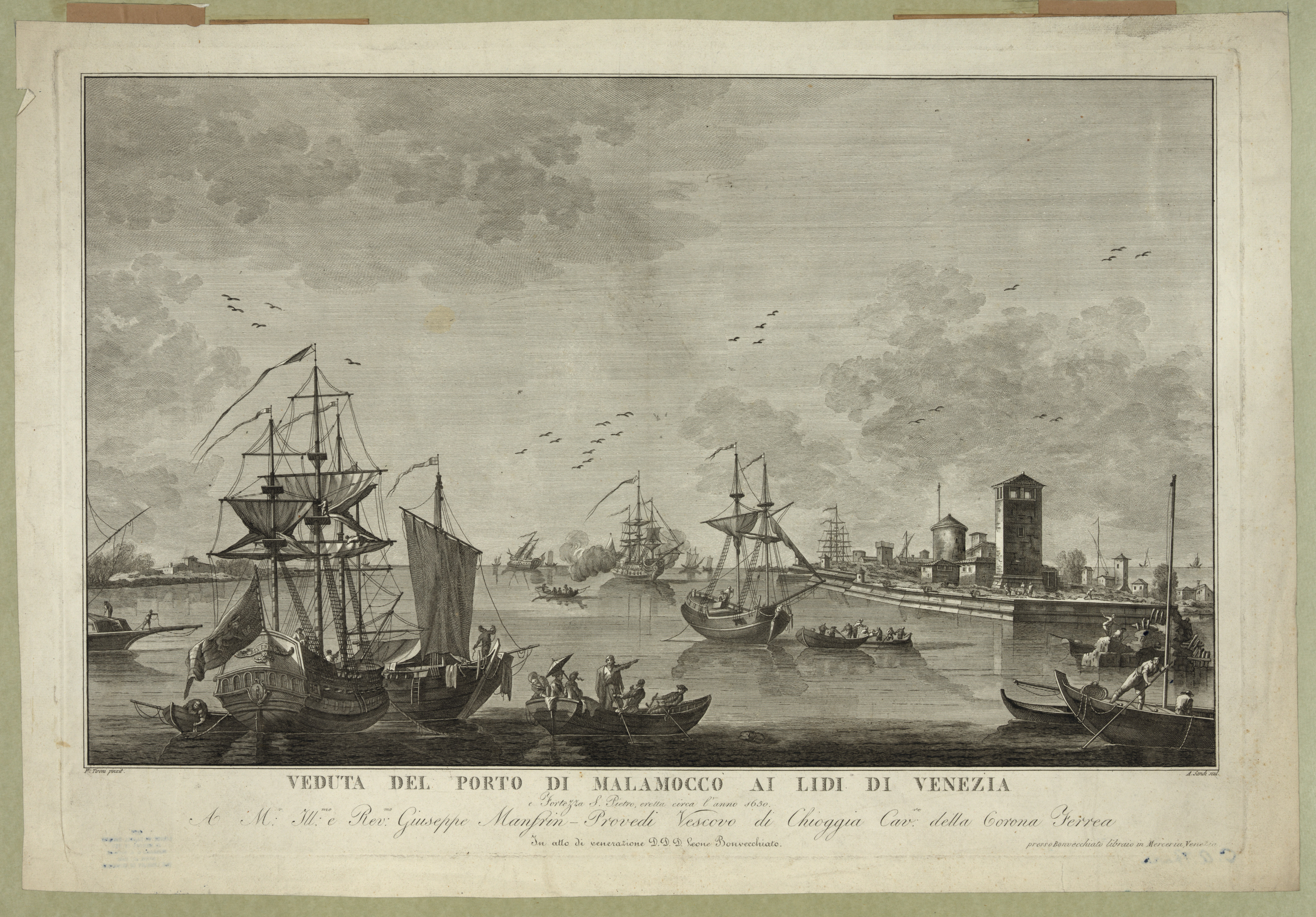
Porto di Malamocco nel XVIII secolo

Già alla fine del XVII secolo, a causa del progressivo insabbiamento del porto di San Nicolò, le navi più grandi iniziarono ad entrare nella laguna veneta attraverso la bocca di Malamocco. Nel 1725 il Senato della Repubblica di Venezia deliberò di scavare il canale di Santo Spirito (inizialmente profondo quattro metri e largo 14 m), per unire Malamocco con il bacino di San Marco e facilitare così l'accesso delle navi di maggior stazza a Venezia. Durante il dominio napoleonico, il canale di Santo Spirito venne ampliato e abbassato alla profondità di 6,5 m, per consentire il passaggio dei vascelli a 74 cannoni diretti all'Arsenale di Venezia. Nel corso del XIX secolo, il canale venne portato alla profondità di 9,5 m, con larghezza di 30–60 m.
Tra il 1920 e il 1925 venne scavato il Canale Vittorio Emanuele III (profondo 9–10 m e largo 28 m) per collegare il canale della Giudecca alla cosiddetta prima zona industriale del nascente polo di Porto Marghera. Il canale fu ampliato a 50 m per motivi bellici durante la seconda guerra mondiale e ulteriormente abbassato a 11 metri di profondità negli anni 1950.

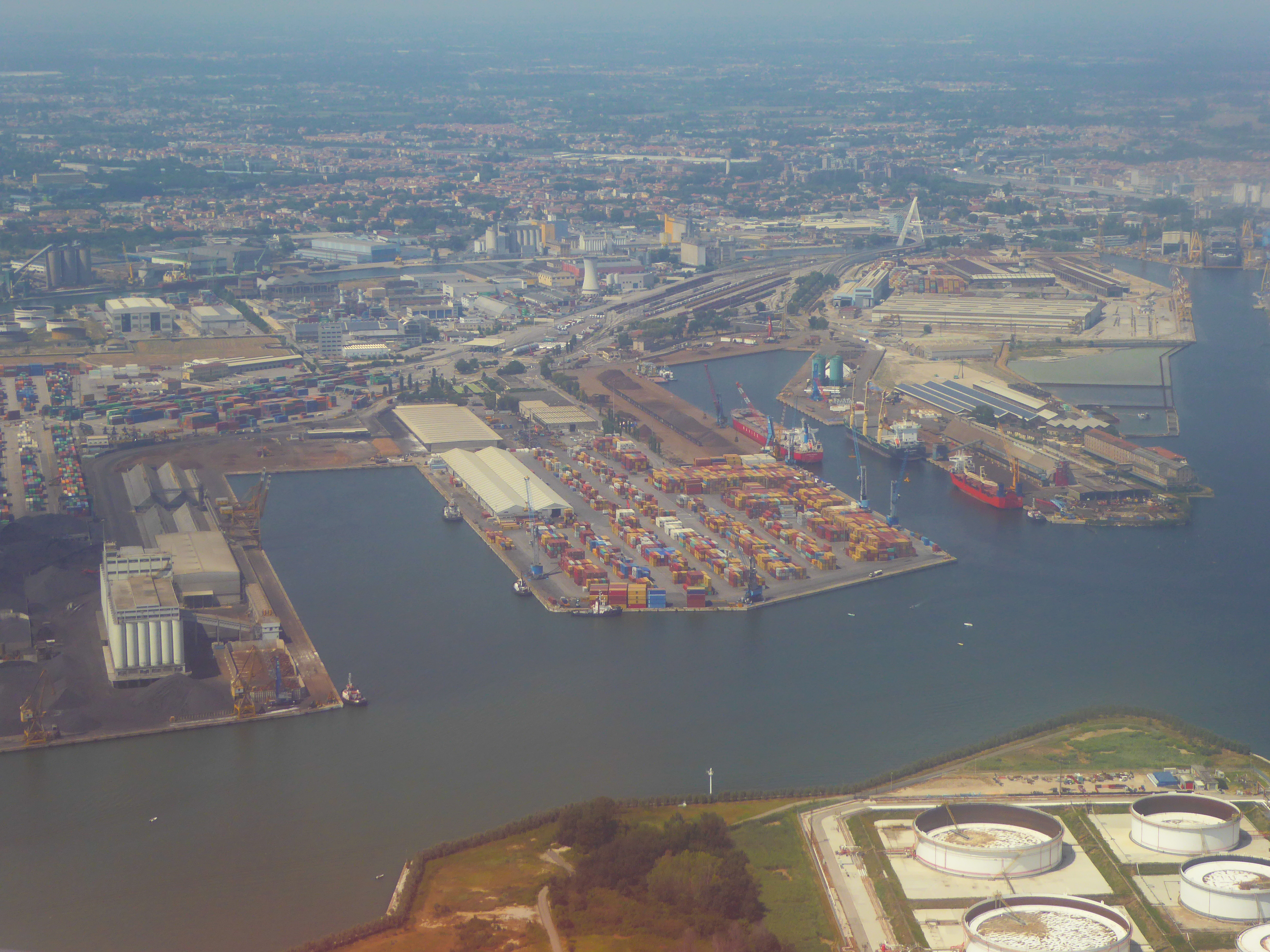
Il terminal del canale dei petroli al porto intermodale

Nel 1953 il Genio Civile per le Opere Marittime propose lo scavo di un nuovo canale di grande navigazione per collegare Porto Marghera alla bocca di porto di Malamocco, al fine di portare il traffico marittimo fuori dal centro storico di Venezia e realizzare un porto per le petroliere nel margine meridionale della cosiddetta "seconda zona". La proposta venne confermata dal Genio Civile anche nei progetti presentati negli anni 1956, 1961 e 1962, in cui il porto dei petroli venne spostato più a sud, nel bacino lagunare di Malamocco. A seguito del cosiddetto boom petrolifero di quel periodo, il progetto definitivo modificò il tracciato e le dimensioni del canale Malamocco-Marghera, per consentire il passaggio di navi petroliere più grandi.
Il canale dei petroli venne scavato tra il 1964 e il 1968, per essere funzionale allo sviluppo del polo petrolchimico.
Nel 1992 il Magistrato alle acque realizzò l'impianto di illuminazione del canale.

## Descrizione

### Caratteristiche tecniche

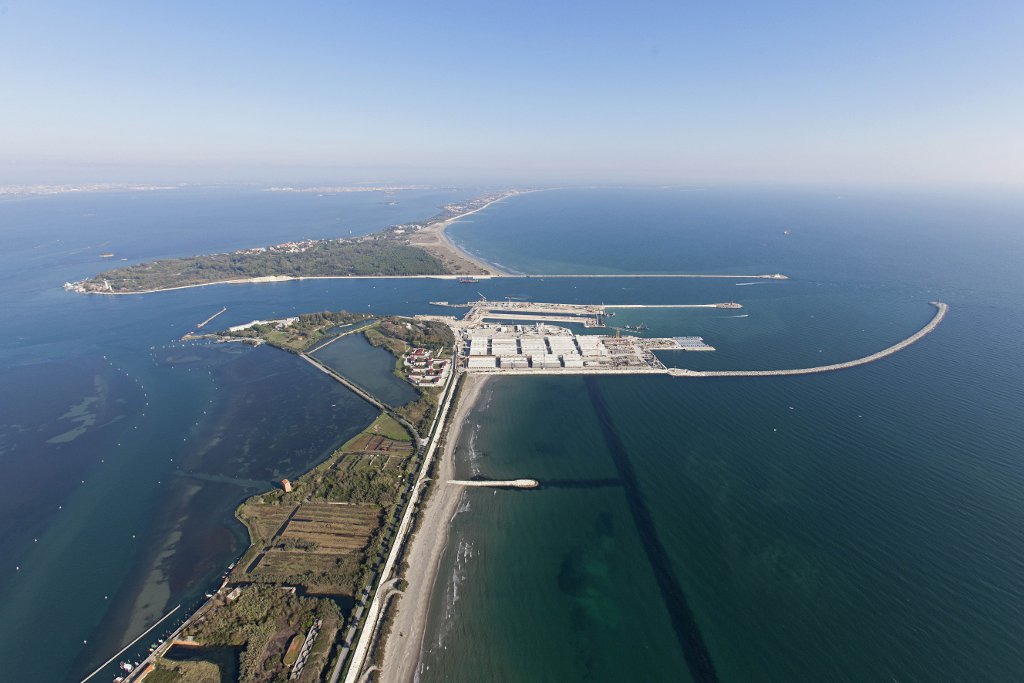
Bocca di porto di Malamocco (2003)

Il canale è lungo circa 15 km, di cui 14,350 km costituiscono l'asse principale e 650 metri per il ramo d'accesso al porto petrolifero di San Leonardo, il quale è collegato alla raffineria tramite un oleodotto translagunare con diametro di 1,07 m e lungo 11 km.
A seguito della costruzione del MOSE presso la bocca di porto di Malamocco, la profondità di accesso al canale Malamocco-Marghera dal Mare Adriatico risulta vincolata a non più di 14 metri; tale profondità è la maggiore consentita dalle strutture del MOSE per l'accesso diretto alla laguna veneziana (senza attraversare le conche di navigazione), dopo i 12 metri del Canale di Lido San Nicolò presso la bocca di porto di Lido-San Nicolò.
Il canale è largo circa duecento metri e profondo fino a diciassette metri nel primo tratto (fino al Porto di San Leonardo), anche se ne erano previsti circa quattordici e mezzo; successivamente compie una curva a 90° in direzione nord e nel secondo tratto è profondo dodici metri e mezzo.
Il canale è dotato di un sentiero luminoso composto da 345 punti luce su pali metallici.

### Impatto ambientale
I fanghi residui dall'escavo del canale dei petroli furono riutilizzati per prosciugare migliaia di ettari di laguna con l'intento di far sorgere una terza zona industriale nei pressi di Fusina. Nacquero così le casse di colmata, il cui destino fu vanificato dall'alluvione di Venezia del 1966, e alla costruzione delle quali fu attribuita la colpa della catastrofe.
Il canale è stato a lungo ed è tutt'oggi al centro di numerose controversie, soprattutto per gli effetti che esso apporta all'equilibrio lagunare per via della sua enorme sezione; infatti, con il suo innaturale scorrimento d'acqua, ha provocato un notevole innalzamento del livello di marea nella Laguna Centrale, stimato in molte decine di centimetri. Di conseguenza, barene, canali e ghebi sono stati demoliti dalla forte energia della corrente, che da decenni, per due volte al giorno, spiana i margini dei canali, risucchiandone i sedimenti e travasando in mare, durante il riflusso, enormi quantità di materiale solido in sospensione, causando di fatto, uno svuotamento delle aree lagunari antistanti la bocca di porto di Malamocco e di una notevole parte di laguna centrale.

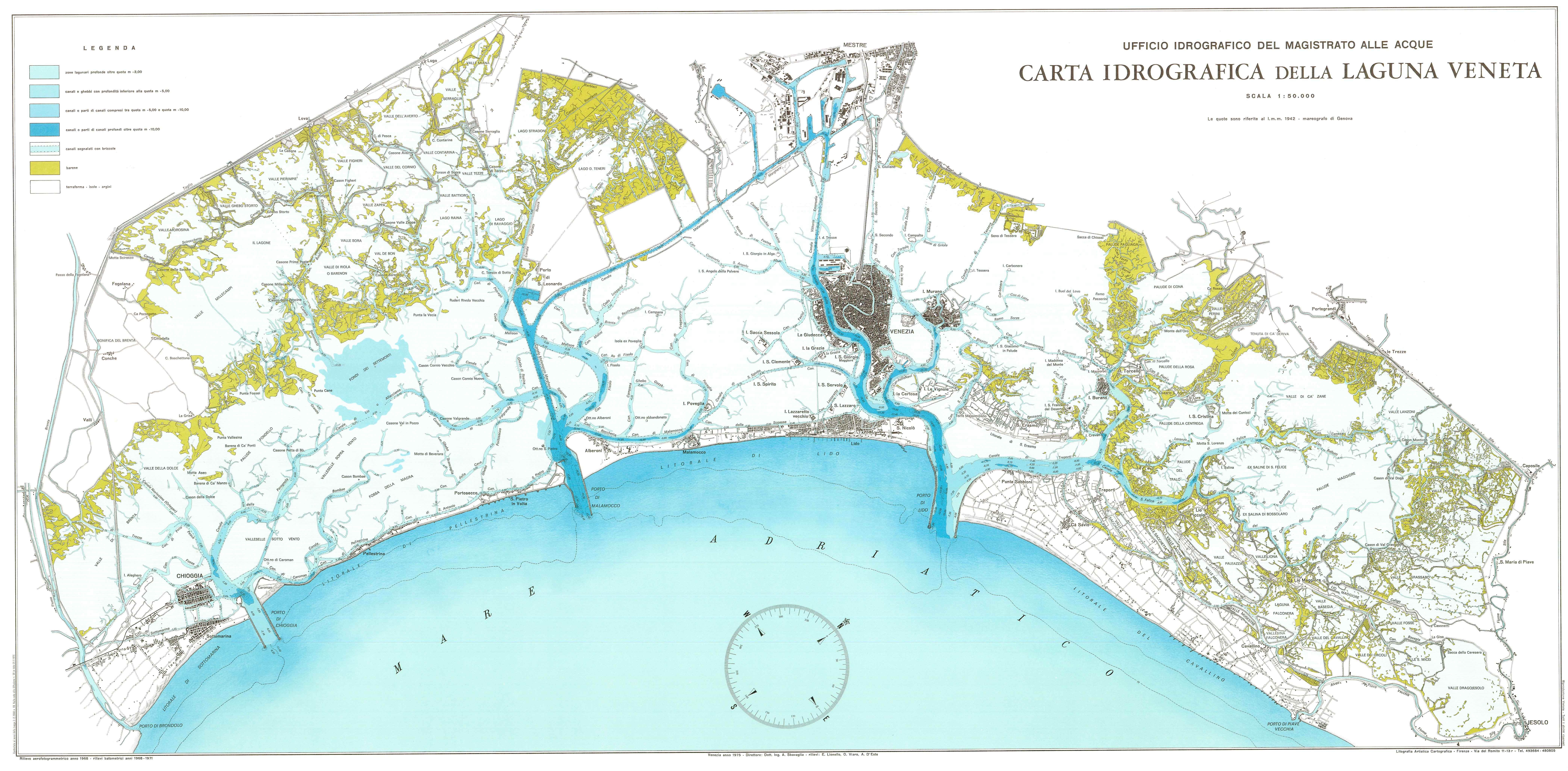
Carta idrografica della laguna veneta del 1975. Si nota il canale dei petroli, che dal porto di Marghera (centro) scorre in direzione sud-est verso la bocca di Malamocco

Nel 1992 il Magistrato alle acque, in collaborazione con il Consorzio Venezia Nuova, redasse il primo piano morfologico della laguna di Venezia, il quale individuò il canale dei petroli quale "causa dell'inizio di un processo di movimentazione dei sedimenti con conseguente forte erosione dei bassifondi". Al fine di "ridurre gli effetti della portualità o della navigazione sulla morfologia, il piano propose un "intervento radicale di interramento del canale da Malamocco a San Leonardo, con parallela ricostruzione di una via navigabile lungo il canale Fisolo". Tale ipotesi, che all'epoca limitava il transito alle sole navi non più lunghe di 240 metri, venne però eliminata nelle successive linee guida emanate nel 2004, che peraltro prevedevano il consolidamento del tracciato del canale con arginature e barene artificiali.